# سریه عبیدة بن حارث
سریه عبیدة بن حارث از وقایع صدر اسلام است که به دستور محمد -پیامبر مسلمانان- بوقوع پیوسته است. به عقیده برخی، این سریه اولین نبرد جنگی مسلمانان محسوب می‌شود.

## شرح واقعه
در سال اول هجری، در حالی که مسلمانان در مدینه تحت تحریم شدید قریش قرار داشتند؛ پیامبر اسلام، عبیدة بن حارث به همراه شصت جنگجوی مسلح از مهاجرین را به منطقه رابغ فرستاد تا کاروان قریش را زیر نظر گرفته و تعقیب نمایند. کاروان قریش متشکل از ۲۰۰ سواره مسلح تحت حمایت ابوسفیان بن حرب بود. در این سریه، سعد بن ابی وقاص اولین تیر را به سمت کاروان قریش پرتاب کرد که منابع مختلفی آن را اولین تیر پرتاب شده در اسلام می‌دانند. این واقعه به جهت فاصله زیاد کاروان قریش و لشکریان اسلام، منجر به جنگ نشد و بدون درگیری خاتمه یافت و مسلمانان به مدینه بازگشتند.